# Sunobinop
Sunobinop (códigos de desenvolvimento: IMB-115 e S-117957) é um agonista parcial do receptor de nociceptina e pan-antagonista do receptor opioide. Desde março de 2022, o fármaco está sob investigação como potencial tratamento de insônia, fibromialgia e bexiga hiperativa.